# جان هولدرن
 جان هولدرن (انگلیسی: John Holdren؛ زاده ۱ مارس ۱۹۴۴) یک سیاست‌مدار اهل ایالات متحده آمریکا است.